# Cladodromia inca
Cladodromia inca är en tvåvingeart som beskrevs av Mario Bezzi 1905. Cladodromia inca ingår i släktet Cladodromia och familjen dansflugor. Inga underarter finns listade i Catalogue of Life.